# Liberalism och progressivism inom islam

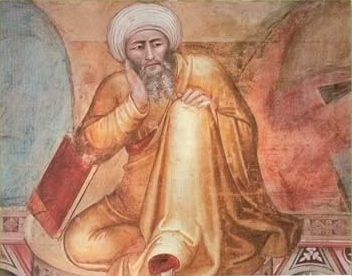
Ibn-Rushd, tidigt framstående progressiv islamisk filosof, under 1100-talet.

Liberal islam, progressiv islam (arabiska: الإسلام التقدمي al-Islam at-taqaddumī) eller sekularistisk islam är samlingsnamn på olika uppfattningar som förekommer inom islam som tar ställning för teologiskt liberala tolkningar av islam som tro, men även för icke-konservativa västerländska politiska idéer. Liberala uppfattningar är kontroversiella inom både traditionell och fundamentalistisk islam där liberala ståndpunkter betraktas som för västerländska eller rationalistiska.
Moderniteten och liberalism introducerades i den muslimska världen på 1800-talet av européer. Under de senaste årtiondena har istället islamismen fått en mer framträdande roll i flera islamiskt dominerade länder, men i skuggan av denna utveckling har det hela tiden funnits en rad muslimska skriftlärda och intellektuella som ser islams förenlighet med hela eller delar av moderniteten. Många både konservativa och fundamentalistiska muslimska skriftlärda avvisar kategoriskt varje tanke på förenlighet mellan Islam och västerländsk idétradition, och beskriver liberal tolkning av Koranen som hädelse eller avfällighet. Ett flertal progressiva muslimska teologer har mördats eller avrättats på senare år för deras Korantolkningar och kritik av islamism.
Progressiv eller liberal islam är inte en allmänt accepterad term inom islam, men det används av vissa muslimer om en rörelse inom islam som försöker omtolka religionen på ett modernt och inkluderande sätt. Rörelsen förespråkar ofta social rättvisa och jämlikhet. Den tenderar också att vara mer accepterande av olika tolkningar av islam och av kvinnors roll i samhället. Det är inte en organiserad och väldefinierad inriktning av islam, men sekularistisk islam är en religionssociologisk kategori. Det finns därför ingen exakt statistik över hur vanlig uppfattningen är, men gallupundersökningar visar hur utbrett stödet är för olika politiskt liberala idéer bland muslimer i allmänhet, både i muslimskt dominerade länder och i västvärlden.

## Relaterade åsiktsströmningar
Sekularistisk islam är en av fyra religionssociologiska kategorier inom islam som islamologen Jan Hjärpe har identifierat, där övriga kategorier är (annan) islamisk modernism, traditionalism samt islamisk fundamentalism.

### Moderat islam

#### Inom terrorbekämpning
Det här avsnittet är helt eller delvis baserat på material från  engelskspråkiga Wikipedia, Moderate Muslim, 1 augusti 2019.
Moderat islam är ett begrepp som används inom terroristbekämpning och då sätts i motsatsställning till radikal fundamentalistisk, extremistisk eller våldsbejakande politisk islam. I den bemärkelsen är moderata uppfattningar vanliga - en majoritet i elva sunnimuslimska länder är mycket negativt inställda till Islamiska staten - och särskilt vanliga bland muslimer i västvärlden. Av USA:s muslimer är 82 procent (år 2017) oroade över muslimsk global extremism, 81 procent (2011) anser att självmordsbombning aldrig kan rättfärdigas, och 48 procent menar att muslimska ledare inte har gjort tillräckligt för att hindra extremismen (2011). I Sverige finns några tusen radikala islamister (2019) och antalet har ökat mycket snabbt enligt en säpochef, men de är en liten andel i landets cirka 810 000 självidentifierade muslimer (2017) .
Liberal islam överlappar med  moderata inriktningar av islam, men ska inte sammanblandas med moderat islamism. De moderata uppfattningarna är mer vanliga och tar ställning mot extremistiskt våld såsom terrorism och militant jihadism, och mot radikal islamism, men kan vara konservativa. Exempelvis betecknades det fundamentalistiska muslimska brödraskapet inför valet i Egypten 2008 som moderata islamister vid jämförelser med mer radikala islamister i landets salafistiska parti, trots att rörelsen alltid har tagit ställning mot sekularism, har varit förbjuden i landet och senare har stämplats som terrorister av flera länder.

#### Teologisk princip om måttlighet
Det här avsnittet är helt eller delvis baserat på material från  engelskspråkiga Wikipedia, Moderation in Islam, 1 februari 2020.
Begreppet moderering inom islam används för att hänvisa till en princip i Koranen om ett balanserat sätt att utöva sin tro genom måttlighet och genom att undvika extremer.
Moderat förekommer som översättning av det muslimska begreppet Wasat (وسطية på arabiska), som även kan översättas till mitten, center, balanserad, bäst, jämför svenskans lagom. Begreppet Wasat nämns bland annat i Koranen 2:143 (där islam beskrivs som "mittens samfund" i den svenska översättningen). Wasat ingår i namnet på flera islamiska tidskrifter och politiska partier, exempelvis Muslimska Centerpartiet i Jordanien.
Moderat förekommer även som översättning av begreppet Iqtisad (اقتصاد, som också betyder rätt sätt, medelväg, ärligt, sanningsenligt sätt). Även begreppet Qasd (قصد) kan översättas till moderat, och används i flera Koranenversar (16:9, 5:66, 9:42, 31:19, 31:32, 35:32).
En person som följer wasat/qasd (en moderat muslim) kallas wasati/wasiti/Muqsidin.

### Kulturella och ickeaktiva muslimer
En stor andel av personer i västvärlden med bakgrund i den muslimska världen är sekulariserade och inte aktiva utövare av islam. Många är kulturella muslimer(en) det vill säga personer som identifierar sig med islamisk kultur(en) men inte politisk och religiös islam. Vissa har dessutom avfallit från islam och konverterat till ateism eller till annan religion.
Bland Sveriges muslimer är andelen som är medlemmar i eller regelbundna registrerade besökare i en muslimsk församling endast 19 procent (154 400) av cirka 810 000 självidentifierade muslimer och 15 procent av cirka 1 023 000 personer med kulturella rötter i muslimskt dominerade regioner i världen år 2016 till 2017.

## Teologisk grund
Det här avsnittet är helt eller delvis baserat på material från  engelskspråkiga Wikipedia, Islamic Modernism, tidigare version.
Reformistisk islam eller islamisk reformrörelse i modern tid (främst sedan slutet av 1800-talet till första världskriget) kallas islamisk modernism, vilket både liberal och fundamentalistisk islam har sina rötter i. Reformistisk islam innebär tolkning och omtolkning av Koranen och andra texter (exempelvis Hadith) utifrån att dagens muslimer lever i en annan tid och i ett annat kulturellt sammanhang än muslimer traditionellt har funnits i.
Liberal islam omfattar ett spektrum från teologiskt lätt liberala, som betonar andra verser i Koranen än islamister brukar göra, till de mest liberala och progressiva tolkningarna. De senare finner föredöme i islams tidiga historia för att tolka verser i Koranen allegoriskt och att ta avstånd från nedtecknad muntlig tradition i haditherna, men håller fast bland annat vid fem lärosatser. De betraktar innebörden av Koranen som en uppenbarelse medan dess uttryck i ord, exempelvis dess politiska aspekter, är ett verk av profeten Muhammed, som formulerades för en viss tidpunkt och kultur och inte är universellt giltiga. Några liberala muslimer menar att de återvänder till de grundläggande principerna i den tidiga Ummah och till profeten Muhammeds ursprungliga avsikt att eftersträva ett rättvist rättssamhälle, möjliggöra fred och pluralism och nå ökad jämställdhet mellan män och kvinnor, med monoteism som grund. Somliga menar att om profeten Muhammed hade satt ord på sin uppenbarelse idag skulle han ha gått ändå längre i att kräva rättvisa och jämställdhet än han kunde göra i det arabiska medeltida stamsamhälle där han verkade.

### Ijtihadism
Reformistisk omtolkning bygger på principen om ijtihad (skriftlärdas ständigt pågående självständiga tolkning av Koranen och tradition för att skapa nya rättsregler, traditionellt endast på områden där Koranen och Haditerna är tysta). Reformister ville revitalisera denna princip och kallas därför ijtihadister. De ägnar sig åt kritisk ijtihad, det vill säga  ifrågasättande av de traditionella tolkningar av Koranen som reformistiska muslimer betraktar som intellektuellt inskränkande i ljuset av vetenskap och annan modern erfarenhet, och omtolkar Koranen även där haditerna inte är tysta. Traditionella teologer förkastar dock kritisk ijtihad som en form av "biddah", eller innovation.

### Neo-mutazilitism
Dagens islamiska reformrörelser kallas ibland neo-mutaziliter därför att de gärna hänvisar till mu'taziliterna på 700- och 800-talet, och ser deras förnuftstro och allegoriska korantolkning som en inspirationskälla för reform. Mu'taziliterna menade att Koranen var skapad och därmed ett skeende i tiden, inte evig, som de mer bokstavstrogna motståndarna lärde. En tidig Mutazilit var Al-Jahiz, född år 776 i Basra.

### Koranism
Det här avsnittet är helt eller delvis baserat på material från  engelskspråkiga Wikipedia, Quranists, tidigare version.
Koranism är en rörelse som betraktar Koranen som den enda religiösa auktoriteten och menar att den saknar religiös lag. Man avvisar nedtecknade muntliga traditioner som hadith och övriga sunna, prästers tolkningstradition, madhhab, samt traditionell sharialag. De menar att jihad främst är individens kamp mot sig själv, och att jihad i militär mening endast kan användas för självförsvar, och betraktar slaveri som omoraliskt. En tidig koranist var Ibrahim an-Nazzam, född 775 i Basra. Rörelsen har i modern tid fått företrädare i en rad länder som tar avstånd från islamism, som rörelsens företrädare sammankopplar med islamistisk terrorism och jihadistiska angrepp.

## Historisk och politisk bakgrund
Det här avsnittet är helt eller delvis baserat på material från  engelskspråkiga Wikipedia, Islam and modernity, tidigare version.
Det här avsnittet är helt eller delvis baserat på material från  engelskspråkiga Wikipedia, Religious liberalism, tidigare version.

### Islams möte med moderniteten
Den islamiska guldåldern var en medeltida period då arabvärlden återupptäckte antik kultur, gjorde vetenskapliga framsteg och var mer framgångsrik än europeisk kristen kultur i många avseenden. Den kristna världen återupptäckte inte antikens kunskap förrän under renässansen, då modern vetenskap uppstod. Dock kom utvecklingen i arabvärlden med tiden att stagnera. Medan kristendomen och västvärldens judendom förändrades av moderniteten sedan dess uppkomst ur 1700-talets upplysningstid och franska revolutionen, dröjde det något innan islam, liksom judiska och kristna traditioner i Mellanöstern, påverkades av modernitet och upplysningstanke. 1800-talets imperialism visade att den kulturella utvecklingen hade gjort Europa ekonomiskt och militärt överlägset många andra kulturer, samtidigt som europeisk kolonialism uppfattades som etiskt underlägsen i muslimvärlden. 1800- och 1900-talets islamiska reformrörelser har det gemensamma politiska temat att kunna tillgodogöra sig västerländsk utveckling och samtidigt göra motstånd mot västerländsk imperialism, och eftersträvar en ny islamisk guldålder.
På liknande vis som reformjudendom, katolsk modernism och protestantisk liberal teologi har islamisk filosofi, religion, rättstolkning och politik på en rad sätt reformerats efter mötet med modernismen, exempelvis genom influenser från vetenskap och moderna politiska idéer. Med införande av industrialism och universitet följde naturvetenskap, och i Turkiet gjordes försök att förena islamisk filosofi med modern astronomi och annan naturvetenskap redan från och med 1840-talet. Främst under 1900-talet genomdrev kolonialmakterna reformer i muslimvärlden genom modernisering av utbildningsområdet och rättssystemet, vilket innebar att ämbetsmän och tjänstemän med västerländsk utbildning övertog uppgifter av ulama (de skriftlärda) trots protester från vissa ulama.

### Islamisk modernism
Islamisk modernism anses ha grundats av Afghanistan-iraniern Jamal al-din Asadabadi al-Afghani (1838 till 1897), hans lärjunge egyptiern Muhammad Abduh (1849 till 1905), och dennes lärjunge libanesen Rashid Rida (1865 till 1935). De båda senare spred också den tidiga salafismen.
Abduh tilltalades av socialdarwinism, eftersom det ledde till slutsatsen att traditionella islamiska samhällen inte kunde konkurrera i den moderna världen. Rörelsen understödde därför den tidens europeiska institutioner och undervisning i naturvetenskap och samhällsvetenskap, återupptäckte islamisk filosofi, och tillägnade sig rationalitet och kritisk tolkning av källor, inklusive koranismens radikala kritik av haditherna. Samtidigt var det en antikolonial rörelse som uppkom i spåren av europeisk imperialism. Rörelsen betonade vikten av islamisk lag och religionsutövning i det offentliga livet och motsatte sig införandet av västerländska sekulära värderingar. Ur rörelsen utvecklades också den fundamentalistiska rörelsen salafism som ligger till grund för den hårdföra wahabismen i Saudiarabien och andra radikala islamistiska rörelser.

### Progressiv islam
Tolu-e-Islam(en) är en modern inriktning inom koranism, grundad 1935 av den pakistanske teologen Ghulam Ahmed Pervez(en), och har fått spridning i flera muslimländer. Rörelsen accepterar endast delar av hadith, och tar avstånd från jihadistiska attacker. En nutida talesperson menar att jihad är en "kamp mot fattigdomen; mot materiell och moralisk korruption; mot sociala, politiska och ekonomiska orättvisor; för att återupprätta grundläggande mänskliga rättigheter; mot tyranni och förtryck; för avancerad mänsklig kunskap; mot miljöförstöring, etc. Jihad i form av krig får endast vara i defensivt syfte. Inga hemliga operationer är tillåtna i islam. Framför allt måste jihad utkämpas för mänsklighetens bästa, vilket i islam kallas för att kämpa för Guds sak. Under inga omständigheter, är de tillåtna att utnyttja svaga och utsatta."
Den pakistanske teologen Fazlur Rahman Malik(en) (1919-1988, i exil i Storbritannien och Kanada sedan 1963) ägnade sig åt återuppväckande av ijtihad. Han har beskrivits som en av fäderna bakom modern progressiv och hermeneutisk (tolkande) islam, och hans tankar har vidareutvecklats av flera av dagens liberala muslimska tänkare. Ett centralt tema i den metodik för skrifttolkning som han föreslog är begreppet taqwa, som brukar tolkas ”from, gudfruktig” men ordagrant betyder ”att vara på sin vakt”. Fazlur Rahman menade att man bör vara på sin vakt mot kronologisk vers-för-vers-tolkning av Koranen, utan istället bör tolka Koranen så att centrala etiska teman får framträda, främst barmhärtighet. Han ville återuppväcka den intellektuella dynamik, rationalitet, logik och stringens som kännetecknade den tidiga islamiska vetenskapliga traditionen. Han menade att den islamiska filosofin har stagnerat sedan medeltiden vilket har lett till bristande förståelse för Koranen, men att islam kan återta aspekter av sin tradition genom mötet med modernismen.
Submitters är ett koranistiskt samfund i USA. Det grundades av den egyptisk-amerikanske biokemisten Rashad Khalifa(en) (född 1935, mördad 1990), som beskrev koranen som det sista testamentet och den enda vägledningen, vilket han försökte visa genom talmystik. Han menade att Koranen har förvanskats till oigenkännlighet genom tilltron till hadith och sunna.

### 1900-talets geopolitiska omvälvningar
En betydande förändring i den islamiska världen var splittringen och avskaffandet av det enorma ottomanska kalifatet 1924, i spåren av att riket försvagats under 1800-talet och stod på den förlorande sidan i första världskriget, mot arabiska nationalister som hjälpte England och Frankrike. Mustafa Kemal Atatürk grundade istället en sekulär och västinfluerade turkisk stat. Den turkiska militären begränsade emellertid länge demokratin, bland annat för att undvika att folkvalda islamister skulle ändra landets sekulära konstitution, men tidvis har demokratin stärkts i landet, och progressiva åsikter fått spridning bland befolkningen i norr.
En pan-arabisk nationalistisk rörelse uppstod vid samma tid, som bland annat eftersträvade enhet genom tolerans och fred mellan arabfolk, men också angrep Israel efter dess utropande av en stat 1948 i mellanöstern. Efter arabstaternas förlust i sexdagarskriget 1967 har rörelsens motvilja mot Israel och väst ökat.
Arabisk socialism och annan islamisk socialism uppstod i flera länder, men Sovjetunionens invasion av Afghanistan gav upphov till jihadistisk motståndskamp mot Sovjetunionen. Sovjetunionens fall innebar att kommunism inte längre framstod som ett attraktivt alternativ för att bemöta västerländsk imperialism.
Främst under 1970-talet skedde en islamisering av en rad tidigare sekulära stater. Ett vanligt motiv till politisk islam har varit försök att minska korruption, kriminalitet och orättvisor (enligt ett medeltida rättvisebegrepp) genom verkställighet av sharialagar — antingen genom demokratisk eller militant kamp. Missnöje med korrumperade sekulära, ofta väststödda, regimer i den islamiska världen, och svaga demokratiska regeringar strax efter att kolonialismen upphörde, har gjort att stödet är stort för införande av sharia och islamism i muslimskt dominerade länder, men i vissa länder även för islamisk parlamentarism. Dock är folkstödet svagare för sharias stränga kroppsstraff (hudud). Sharia skiljer sig från modern rättsutövning i väst, baserad på fängelsestraff och böter istället för kroppsstraff, och kritiseras ofta av sekulära företrädare för mänskliga rättigheter såväl av progressiva muslimer.
Påbud om vad som är den rätta läran utgår ofta från icke-demokratiska länder i Mellanöstern, medan majoriteten av världens muslimer finns i demokratier som Indonesien, Pakistan, Indien och Bangladesh. Kritiker menar att detta har lett till att lokala arabiska traditioner har upphöjts till religiösa dogmer. Den saudiska regeringen har spenderat tiotals miljarder dollar över hela världen på att bygga moskéer, publicera böcker, dela ut stipendier och stödja internationella islamiska organisationer, och främja Wahabism, ibland kallad "petroislam", som är den form av antiliberal islam som det saudiska kungahuset föredrar.

## Politiska idéer

### Sekularism
Det här avsnittet är helt eller delvis baserat på material från  engelskspråkiga Wikipedia, Islam and secularism, tidigare version.

Islams politiska roll i muslimskt dominerade länder enligt konstitutionen.
Sekulär stat
Ej deklarerat
Statsreligion
Islamisk stat

Länders tillämpning av sharia.
Sharia saknar betydelse i rättsväsendet, även om islam har en särstatus
Landet har regionala variationer i sharia-tillämpningen.
Sharia tillämpas endast för familje- och arvsfrågor
Sharia tillämpas fullt ut, inklusive i straffrätt

Sekularistisk islam är i opposition mot politisk islam (islamism), och innebär att man skiljer på politiskt och religiöst styre och regelsystem. Dock pekar islamistiska rörelser på att profeten Muhammed var både religiös, militär och politisk ledare för kalifatet, och religion och samhällsordning därför var oskiljaktiga. Å andra sidan hävdar sekularister att sekulära (världsliga) sultanat utvecklades i den islamiska världen sedan 1000-talet, vars politiska ledare och organisationer endast symboliskt var underställda kaliferna.
Sekularistiska opinioner bland muslimer (troende som vill skilja på religion och stat), ser religionen som en privat angelägenhet eller som en inspirationskälla för samhällets liv men utan att den religiösa auktoriteten överordnas den politiska makten. Sekularister betraktar Sharia som individens personliga etiska rättesnöre och är motståndare till försök att införa sharia-lagar. De ser islamisk lagstiftning som avsedd för en annan tid och plats i historien.
En framträdande muslimsk sekularist är den iranske teologen Abdolkarim Soroush, som menar att islam måste reformeras genom att den blir en personlig upplevelse istället för ett konservativt politiskt system, och därför lyfter fram sufismens mystik.
Sekularistiska muslimskt dominerade länder har sekulär lagstiftning, och de islamiska rättsskolorna har endast betydelse som personlig etik samt som kultpraxis (”ritus”) beroende på vilken rättspraxis individen tillhör. Vanligt är att i muslimskt dominerade länder med sekulär lagstiftning följer familje- och arvsrätten en viss tolkning och tillämpning av Sharia, beroende på vilken rättsskola individen följer. I vissa västländer, exempelvis Storbritannien och Danmark, kan familje- och arvsrätt enligt Sharia hanteras i frivilliga skiljedomstolar.
Exempel på sekularistiska och demokratiska muslimskt dominerade länder är Bangladesh, Turkiet, Kazakstan samt de muslimska delarna av Ryssland. Fler muslimska länder har varit sekularistiska och progressiva tidigare i historien, exempelvis Iran, men islamiserats.
Traditionella muslimska teologer har länge skiljt på frågor om din (religion) och dawlah (stat) men fördömer i allmänhet sekularism i betydelsen avlägsnande av religiösa värden från det offentliga livet. Historiskt sett har muslimer uppfattat sekularismen som en ideologi som påtvingas utifrån av inkräktare och kolonialister. Islamister vill tvärtom återinföra muslimska lagar och islamisk auktoritet över det politiska systemet i muslimländer.

### Demokrati
Det här avsnittet är helt eller delvis baserat på material från  engelskspråkiga Wikipedia, Islamic democracy, tidigare version.
Doktriner i Koranen tolkas av demokratiska muslimer som att det ursprungliga kalifatet inte var despotiskt och helt ofritt. Exempel på sådana doktriner inkluderar shura (råd av valda ledare för konsultation), ijma (konsensus), al-hurriyya (frihet), takhim (förhandling) och al-huqquq al-shar'iyya (legitima rättigheter). I Koranen står det att ledarna av ett land ska utses med folkets samtycke, och att makt ska tillämpas i samråd (42:38). Demokratiska muslimer protesterar mot att enväldet ändå är utbrett idag i den muslimska världen.
Muslimskt dominerade länder kan delas in i
- Sekulära demokratier
- Religiösa demokratier med islam som statsreligion
- Islamistiska teokratier, där staten är underställd religiösa ledare, och sharia tillämpas
- Sekulära diktaturer

#### Demokrati i Mellanöstern
Det här avsnittet är helt eller delvis baserat på material från  engelskspråkiga Wikipedia, Democracy in the Middle East, tidigare version.

Länder i Mellanöstern och Nordafrika som klassificeras som fria valdemokratier år 2016 av Freedom House.

Demokrati i västerländsk mening är ovanligt i Mellanöstern inklusive Nordafrika. Enligt Democracy Index 2012, ett mått på graden av demokrati i olika länder, har samtliga länder i regionen bristande demokrati, men länder med högst poäng var Israel, Turkiet, Tunisien, Libyen, Libanon, Palestina, Irak, Marocko och Egypten. De återstående länderna i Mellanöstern kategoriseras som icke-fria auktoritära regimer, där de lägsta poängen innehas av Saudiarabien och Syrien.
Den arabiska våren inleddes 2010, då finanskris och medieuppgifter om korrumperade regimer resulterade i medborgarrevolution och i att diktatorer avsattes i flera länder. Ökad frihet och förbättrad demokrati har rapporterats från ett land, Tunisien, medan långvariga inbördeskrig uppstod i andra länder. Folkvalda islamister kom till makten i Egypten, resulterande bland annat i religionsförföljelse av kristna kopter och försök att ändra landets konstitution, varpå militären återtog makten.
Flera teorier finns om orsakerna till frånvaron av liberal demokrati i Mellanöstern. Revisionistiska teorier (som menar att Islam har förstörts av västinflytande och måste återgå till den ursprungliga läran) hävdar att demokrati är oförenligt med Mellanösterns värden. "Postkoloniala" teorier (exempelvis av Edward Said) ger en rad imperier skulden, från den långa historien av kejserligt styre genom det ottomanska imperiet, via Storbritannien och Frankrike till dagens politiska och militära intervention från USA, som har gynnat auktoritära regimer. Andra förklaringar inbegriper problemet att de flesta stater i regionen är rentierekonomier, med liten medelklass, till följd av att ekonomin främst baseras på oljeexport istället för arbete och avancerad industriell utveckling. Dessutom ligger det i västerländska regeringars intresse att Mellanöstern är en stabil källa till olja, att arabstater inte angriper Israel och att de stödjer USA i kampen mot terrorismen, och väst har därför varit benägna att stödja status quo, snarare än att driva på reformer som kan leda till perioder av instabilitet.

### Feminism

Islamisk feminismsymbol.

Muslimska feminister betonar koranens undervisning om jämlikhet, och argumenterar för en mer progressiv tolkning av könsroller inom islam, och menar att en bundenhet efter könsroller motarbetar jämlikhet och rättvisa mellan mannen och kvinnan. Egyptiern Qasim Amin utgav redan 1899 en bok som förespråkade "kvinnans frigörelse" genom utbildning och självständigt arbete. Kvinnlig rösträtt infördes i Azerbajdzjan år 1918, innan flera europeiska länder. Ali Kecia, post-muslimsk feminist, menar att källorna måste omtolkas och läsas med nya ögon, utifrån de maktrelationer som rådde i det samhälle där religionen tillkom.
Amina Wadud, islamologiprofessor och muslimsk feminist i USA, menar att de partier i Koranen som sätter mannen över kvinnan inte kan ryckas ur sina sammanhang för att legitimera förtryck av kvinnor och ojämställdhet, utan bör tolkas utifrån islams övergripande princip om barmhärtighet och rättvisa. Koranens tillåtelse av månggifte i vers 4:3 handlar enligt henne om att ta hand om faderslösa barn, och inte om att tillfredsställa mäns sexuella behov och rättigheter. Den iransk-amerikanska kvinnliga författaren Laleh Bakhtiar gjorde år 2007 en mer modern översättning av Koranen till engelska. Uppmaningen i vers 4:34 att ”om ni ser tecken på illvilja hos [kvinnorna], förmana dem då och varna dem och [om detta inte hjälper] håll er borta från deras nattläger och [som sista utväg] tillrättavisa dem handgripligen,” (i Bernströms översättning med inflikade förtydliganden) har ofta tolkats som en uppmaning att slå kvinnor, men grundtexten tillåter enligt Laleh Bakhtiar även hennes översättning ”...gå bort från dem”.
Vissa islamister förespråkar kvinnors rättigheter i den offentliga politiska sfären, och flera muslimskt dominerade länder har eller har haft kvinnliga statschefer, premiärministrar och statssekreterare. Islamiska feminister eftersträvar jämställdhet även i den privata sfären och i religionsutövningen.
I 20 av 39 muslimskt dominerade länder vill merparten av befolkningen att kvinnor själva ska bestämma om de ska bära slöja i offentligheten. Islamiska feminister  tar ställning mot att religionspoliser och fundamentalistiska medborgargarden (självutnämnda religionspoliser) bevakar kvinnors klädkod, vissa feminister stödjer att förbud av burka eller huvudduk som har införts i vissa länder.
Islamiska feminister är motståndare till kvinnlig könsstympning. Feminister höjer sin röst mot militanta jihadisters våldtäkter och kidnappning av kvinnliga studenter för tvångsäktenskap.
Vissa muslimska teologer accepterar att kvinnor leder Tarawih (frivillig bön under Ramadan). Amina Wadud (ovan nämnda islamologiprofessor och muslimsk feminist i USA) ledde 2005 en fredagsbön och agerade således kvinnlig imam. Mariam är Nordens första moské med bara kvinnliga imamer, och där bara kvinnor är välkomna på fredagsbönen. Den startades i Köpenhamn 2016, och har sedan fått efterföljare på fler orter.

### Mänskliga rättigheter
Det här avsnittet är helt eller delvis baserat på material från  engelskspråkiga Wikipedia, Human rights in the Quran, tidigare version.
Man kan identifiera tre olika inställningar till mänskliga rättigheter bland islamiska lärda. (1) Den första säger att islam och mänskliga rättigheter inte går att sammanföra, därför att den islamiska rättens källa är Gud och inte mänskligt skrivna konventioner. (2) Den andra inställningen är den som säger att begreppet huquq al-insan (människors rättigheter) i Koranen är besläktat med mänskliga rättigheter eller fungerar som grund för att formulera mänskliga rättigheter specifikt för islamvärlden. (3) Den tredje och sista inställningen är liberal islam som innebär att internationella principer om mänskliga rättigheter och islam är kompatibla, genom att islam omtolkas på olika sätt. Islams anda och helhet anses då vara viktigare än vissa verser i sig, och islamisk rätt tolkas kontextuellt och tidsbundet.
En rad formuleringar i Koranen tolkas som stöd för mänskliga rättigheter. Koranen garanterar vissa rättigheter för minoriteter, kvinnor och fiender, och beskriver hur krigsfångar bör behandlas. Koranen talar om rätten till liv, fred och rättvisa, samt rätten att äga, skydda, och få egendom skyddad. Koranen förpliktigar muslimer att skydda kloster, kyrkor, synagogor och moskéer. Straffrihet för religionsbyte och för homosexuella är emellertid svårt att förena med en bokstavstrogen tolkning av Koranen.
Självständighetskampen mot europeiska kolonisatörer öppnade ögonen i många muslimska länder för behovet av fördrag om mänskliga rättigheter. Muslimska länder hade dock svårigheter att acceptera principer om religionsfrihet i internationella fördrag - särskilt rätten att konvertera från islam till en annan tro - och full jämlikhet mellan personer oavsett kön eller religion. Bland muslimskt dominerade länder var det endast Saudiarabien som inte kunde acceptera FN:s universella deklaration om mänskliga rättigheter (1948).
Försök till alternativ formulering av mänskliga rättigheter lades fram under 80-talet vid konferenser med Organization of the Islamic Conferens(en), OIC. Dessa förslag till deklarationer slår fast att kvinnor och män har lika värde, men att de har olika rättigheter och skyldigheter, främst inom familjen. 1990 undertecknades Kairodeklarationen om de mänskliga rättigheterna i islam av flera muslimska ledare, som skiljer sig avsevärt från internationella mänskliga rättighetsstandarder. Frånvarande var garantier för religionsfrihet, föreningsfrihet och pressfrihet, och garantier för jämlikhet och lika skydd enligt lagen.
Länder som tillämpar Sharialagstiftning är bland de mest repressiva länderna i världen, medan sekulära stater kan vara mer öppna och toleranta. Dock har sekulära stater som Turkiet och Irak begått folkmord vid tiden kring staternas tillkomst.

### Pacifism
Det här avsnittet är helt eller delvis baserat på material från  engelskspråkiga Wikipedia, Pacifism in Islam, tidigare version.

Det här avsnittet är helt eller delvis baserat på material från  engelskspråkiga Wikipedia, Peace in Islamic philosophy, tidigare version.
Både liberala och traditionella muslimer betonar i allmänhet att Islam är en fredens religion, och betraktar jihad främst som inre själslig kamp och inte en väpnad kamp. Traditionella muslimer menar att strid endast får användas som självförsvar, med hänvisning till Koranens text om "”Tillåtelse [att kämpa] har de mot vilka ett orättfärdigt krig förs – och Gud har makt att ge dem stöd" (22:39).
Sudanesiske Mahmoud Mohamed Taha(en) (född 1909, avrättad för avfällighet 1985) menade att Medina-surorna(en) i Koranen, de enda som behandlar krig och fred, endast avser profeten själv, medan Mekka-surorna(en) är de enda som är avsedda att vägleda kommande generationer.

#### Fred mellan muslimer
Islamistiska stater och fundamentalistisk jihadism präglas av rivalitet och ovilja till kompromisser sinsemellan. Terrorism och jihadistisk fundamentalism riktar huvuddelen av sitt våld mot andra muslimer därför att de önskar panislamisk enhet baserad på enhet i lärofrågor istället för tolerans. Jihadistiska rörelser och extremistiskt våld saknar emellertid brett stöd bland muslimvärldens befolkning och ledare. Moderata och traditionella muslimer, inklusive den nationalistiska panarabiska rörelsen, önskar uppnå enhet genom tolerans och icke-våld mellan muslimer.
Efter ett muslimskt toppmöte i Rabat 1969 bildades Islamiska konferensorganisationen för samarbetet mellan regeringar i den muslimska världen.
Ammanbudskapet om tolerans och enhet mellan traditionella muslimer, och avståndstagande från extremism, undertecknades 2008 av företrädare för alla stora inriktningar av Islam.

#### Fred med judar
Det här avsnittet är helt eller delvis baserat på material från  engelskspråkiga Wikipedia, Muslim supporters of Israel, tidigare version.
Progressiva muslimer  är ofta kritiska till Israels ockupation av Palestina, och militära attacker mot Palestina, exempelvis med vänsterpolitiska argument, och har genom icke-våldskampanjer som Ship to Gaza visat sitt stöd för palestinier. Dock fördömer progressiva muslimer antisionistisk och antisemitisk propaganda, teorier om en judisk världskonspiration och ovetenskaplig historierevisionism om judeutrotningen som sprids av islamiska predikanter, även i västvärlden. Man menar att judar i andra länder än Israel inte kan ställas till svars för Israels agerande. Det förekommer att muslimska fredsaktivister träder upp till stöd för judar som har drabbats av hatbrott och religionsförföljelse i västvärlden idag såväl av andra världskrigets judeförföljelse - liksom att vissa judar stödjer det palestinska folkets sak och demonstrerar efter attacker mot muslimer. Muslimer påminner ibland om den tid i Spanien när morer och judar levde i fred med varandra, och deras gemensamma öde under Spanska inkvisitionen.  Progressiva muslimer vill se en tvåstatslösning stället för militärt angrepp på Israel, och fördömer Hamas terrorism, exempelvis raketbeskjutningen av Israeler. Vissa visar förståelse för Israels agerande mot bakgrund av landets utsatta läge i Mellanöstern.
Enstaka islamiska teologer i Europa och USA menar att judarnas återkomst till det heliga landet, och återupprättandet av Israel, är förenliga med Islams läror. Vissa muslimer är anhängare av Israel och beskriver sig som muslimska sionister. Exempel på progressiva muslimska företrädare som offentligt har uttryckt stöd för Israel är Irshad Manji och Abdurrahman Wahid. I synnerhet i den islamiska världen är muslimer som stödjer Israel i minoritet, och anhängare av Israel har mött motstånd och våld.

### Slaverimotstånd
Det här avsnittet är helt eller delvis baserat på material från  engelskspråkiga Wikipedia, Islamic views on slavery, tidigare version.
Arabiska traditioner att ta slavar spreds under medeltiden med islams införande till länder som tidigare inte bedrev slaveri, exempelvis Iran. Verser om slaveri i Koranen, t.ex. formuleringen Ma malakat aymanukum, och berättelser om att Muhammad tog slavar, har av visa fundamentalistiska tänkare och jihadistiska trupper tolkats som uppmaning till att i modern tid kidnappa människor till slaveri. Liberala muslimer menar dock att detta måste tolkas utifrån att världen såg annorlunda ut när Muhammad levde och att den islamiska världen senare tog avstånd från slavhandel. Man menar att slaveri emotsägs av grundläggande islamiska principer om rättvisa och jämlikhet.

### HBTQ-rättigheter
Acceptansen för homosexualitet inom islam är generellt låg. Islam betonar själslig styrka genom renhet till kropp och tanke, för att inte riskera utomäktenskapliga relationer – med liknande argument som 1600-talets puritanism och pietism i västvärlden.  Islam framhåller visserligen att sexuell tillfredsställelse är ett mänskligt behov, men enbart inom heterosexuella äktenskap enligt bokstavlig tolkning av Koranen. I länder som tillämpar Sharia  är homosexuella handlingar ett hududbrott. Dagens fundamentalister strävar efter att återgå till Islams medeltida ursprung, men då menar man såsom det beskrivs i Koranen och haditherna. Vissa liberala muslimer pekar dock på berättelser i annan medeltida litteratur och poesi som visar att det fanns acceptans för homosexualitet i muslimvärlden.
Dr Scott Siraj al-Haqq Kugle, muslimsk skriftlärd i USA, utgår i sin analys av islams hållning till homosexualitet från koranversen 49:13 “Inför Gud är den av er den bäste vars gudsfruktan (taqiy) är djupast.” Utifrån detta argumenterar Kugle för att ingen social kategori som ras, kön, klass eller sexualitet kan skapa skillnad mellan muslimer. Det enda giltiga kriteriet för att bedöma en muslim är hennes rättfärdighet (taqwa), och argumenterar liksom flera koranister ovan att Koranen inte innehåller någon religiös lag.
Samkönade samlag är lagligt i 22 muslimskt dominerade nationer: Abchazien, Albanien, Azerbajdzjan, Bahrain, Bosnien och Hercegovina, Burkina Faso, Tchad, Djibouti, Guinea-Bissau, Irak, Elfenbenskusten, Jordanien, Kazakstan, Kosovo, Kirgizistan, Mali, Niger, norra Cypern, Tadzjikistan, Turkiet, Västbanken (staten Palestina), och största delen av Indonesien. I Albanien, Libanon och Turkiet, har det förekommit diskussioner om att legalisera samkönade äktenskap. Homosexuella relationer mellan kvinnor är lagliga i Kuwait, men homosexuella handlingar mellan män är olagliga.  I Somalia är homosexuell aktivitet förbjudet, och i Afghanistan, Brunei, Iran, Mauretanien, Nigeria, Saudiarabien, Sudan och Jemen är det dessutom belagt med dödsstraff.

## Stöd bland västvärldens muslimer
Det här avsnittet är helt eller delvis baserat på material från  engelskspråkiga Wikipedia, Liberal and progressive Islam in Europe.
Det här avsnittet är helt eller delvis baserat på material från  engelskspråkiga Wikipedia, Liberal and progressive Islam in North America.
Stora flyktingströmmar har uppstått inom och från den islamiska världen, bland annat till västvärlden, till följd av social och ekonomisk oro, förföljelse av etniska minoriteter och jihadistiskt våld mellan muslimska inriktningar. Troende muslimer i Europa har i allmänhet en mer liberal syn på sharia än muslimer i arabvärlden och beskrivs ibland som moderata muslimer. Moderna tolkningar av islam har formulerats av muslimska teologer i Europa, en utveckling som har resulterat i uppkomst av Euroislam. En majoritet tar avstånd från Islamisk terrorism och jihadistiska rörelser som Boko Haram, Islamiska staten och Al qaeda.
Ett antal liberala och progressiva organisationer inom islam har grundats i västvärlden, bland annat som svar på det tidiga 2000-talets jihadism, men engagerar främst intellektuellt verksamma muslimer och unga muslimer. Exempel är 
- "Progressive Muslim Movement" (grundad i USA strax efter terrorattackerna 11 september 2001),
- "Muslims for Progressive Values(en)"[46] (grundad i USA 2007).

### Kanada
- Irshad Manji är muslimsk feminist som har skrivit boken "Det muslimska problemet: en maning till uppriktighet och förändring".[47]

### Schweiz
- Tariq Ramadan (för övrigt dotterson till en av grundarna av Muslimska brödraskapet) är en reformist som har formulerat rekommendationer till Europas muslimer kring hur deras tro skulle kunna anpassas till Europeiska förhållanden (se Euroislam), och beskriver Europas religionsfrihet och fred som positiv för muslimer. Hans definition av Euroislam har emellertid av kritiker beskrivits som en salafistisk reformrörelse snarare än en västerniserad form av Islam.[45] Efter våldtäktsanklagelser från flera kvinnor är han tjänstledig från Oxford University.[48][49]

### Storbritannien
- British Muslims for Secular Democracy(en) grundadades år 2006.[50]
- Progressive British Muslims(en) grundades efter terrorattackerna i London 2005 i London och tycks ha upphört efter 2012.[51]

### Sverige
Se även islam i Sverige och islamkritik i Sverige
Exempel på liberala och progressiva rörelser och företrädare bland Sveriges muslimer är:
- Nalin Pekgul, socialdemokratisk, feministisk och muslimsk politiker.[19]
- Hanna Gadban, feministisk troende muslim och samhällsdebattör, har skrivit artiklar och en bok där hon försvarar liberal islam. Hon har uppmärksammats för att i hårda ordalag ta avstånd från att föräldrar klär barn i slöja, och för att kritisera vad hon menar vara en utbredd reaktionär islam i Sverige och dess oheliga allians med naiva kulturrelativister inom vänstern.[3][52] Efter att hon gav ut sin bok MIn Jihad. Jakten på liberal islam uppgav hon i en intervju med YLE att hon utsatts för hot, trakasserier och dödshot.[53]
- Siavosh Derakhti, grundare av organisationen Unga mot antisemitism och främlingsfientlighet, är en muslim som har fått Raoul Wallenberg-priset för sitt arbete mot antisemitism och annan främlingsfientlighet bland ungdomar.[54][55][56][57]

Den muslimske poeten Mohamed Omar uttalade åren 2009 till 2012 stöd för radikal islamism och antisemitism till följd av Israels invasion av Gazaremsan, och menade att islam inte kan vara progressiv. Därefter har han åter tagit avstånd från fundamentalism och wahabism. År 2013 öppnade Omar en homovänlig moské i Uppsala.

### Tyskland
Enligt Bundeszentrale für politische Bildung år 2004, fanns i Tyskland ingen betydande liberal reformrörelse inom den muslimska sfären i landet. Endast enstaka muslimer var engagerade i mänskliga rättigheter, pluralistisk demokrati och hur islam kan inlemmas i ett sekulärt samhälle. Den feministiska debatten i den islamiska världen av bland annat Riffat Hassan, Fatima Mernissi och Schirin Ebadi hade ingen motsvarighet inom de muslimska organisationerna i Tyskland vilket var tydligt i tidens slöjdebatter.
Den tysk-syriske professorn i internationella relationer Bassam Tibi(en) var en av dem som myntade begreppet "Euroislam" 1997, vilket han definierar som västerniserad Islam inkluderande västerländska värden som pluralism, tolerans och sekularism. Han är själv muslim och liberal, och kritiserar islamism. Han har förespråkat reformering av Islam för att underlätta integrationen av muslimska immigranter. Av samma skäl förespråkar han att européer försvarar sina värderingar, som han benämner med det kontroversiella begreppet Leitkultur(en) (vägledande kultur), men kritiserar också negativa element i europeisk kultur såsom imperialismens rasism. Tibi har föreslagit att muslimska immigranter bör avstå från att engagera sig i missionerande aktiviteter, Dawa. Han varnade 2007 för att befogad islamkritik tystas över hela Europa. Tibi meddelade år 2016, efter 25 års ansträngningar för reformering av islam att han gav upp och att "slöj-islam" (tyska Kopftuch-Islam) hade besegrat "Euro-Islam".
Kvinnorättsaktivisten Seyran Ateş(en) öppnade den liberala moskén Ibn-Rushd-Goethe-Moschee(de) i Berlin där män och kvinnor ber tillsammans och en kvinna leder bönen. Heltäckande slöjor är oönskade i moskén. Dagligen får hon cirka 300 mail som uppmuntrar henne att fortsätta sitt arbete och 3000 hatmejl varav vissa innehåller dödshot. Moskén har kritiserats av religiösa myndigheter och institutioner i Egypten och Turkiet.

## Stöd i den muslimska världen
Liberala idéer introducerades i den muslimska världen av européer under 1800-talet. De liberala idéerna användes senare emot de europeiska kolonialmakterna av muslimska intellektuella som uppmärksammade diskrepansen mellan liberala ideal och hur kolonialmakterna agerade i kolonierna.

### Gallupundersökningar
De traditionella formerna av islam i muslimska länder i Europa och centralasien är i regel mer liberala än de som utövas i de flesta muslimska länder i Afrika och övriga Asien. En gallupundersökning i 39 muslimskt dominerade länder visar att stödet för Sharia är starkt i de flesta muslimska länder, stödet för hårda kroppsstraff är lägre. Stödet för Sharia är svagast i:
- Azerbajdzjan (8 % av den muslimska befolkningen stödjer införande av Sharia)
- Kazakstan (10 %)
- Turkiet (12 %)
- Bosnien-Herzegovina (15 %)

Andel tillfrågade som anser att kvinnor själva ska bestämma om hon ska bära slöja var som störst i följande länder:
- Bosnien-Herzegovina (92 % av den muslimska befolkningen anser att kvinnan själv kan välja)
- Kosovo (91 %)
- Turkiet (90 %)
- Tunisien (89 %)

Emellertid är stödet för demokrati stort i centralafrikas muslimska länder, och inte lika starkt i före detta Sovjetunionen. Gallupundersökningen i 39 muslimska länder visar att stödet för demokrati istället för en auktoritär ledare är störst i:
- Ghana (87 % av den muslimska befolkningen stödjer demokrati)
- Libanon (81 %)
- Djibouti, Kenya och Senegal (79 %)
- Tchad (77 %)

Stödet för dödsstraff för att lämna Islam är högt i majoriteten av muslimländer, men lägre i Europa och centralasien. En gallupundersökning i 20 muslimskt dominerade länder visar att stödet är lägst i följande länder:
- Kazakstan (4 % av landets muslimer som stöder Sharia stödjer dödsstraff för konvertiter)
- Albanien (8 %)
- Kosovo (11 %)

### Exempel på modernistiska muslimska tänkare och rörelser
Det här avsnittet är helt eller delvis baserat på material från  engelskspråkiga Wikipedia, Islamic Modernism#Islamic modernists, 13 januari 2015.

#### Egypten
Al-Azharuniversitetet i Kairo utfärdade en fatwa mot skapandet av liberala moskéer efter att den liberala Ibn-Rushd-Goethe-Moschee öppnats i Berlin. Enligt en opinionsundersökning gjord av Pew Research Center anser 74% av muslimer i Egypten att sharialagar ska styra landet och tre fjärdedelar av dessa (eller 55% av alla) anser att sharialagar ska gälla alla människor oavsett trosinriktning.

#### Liberala opinionsbildare i Egypten
- Muhammad Abduh
- Farag Foda(en), forskare och publicist, mördad 1992[3]
- Nasr Abu Zayd
- Naguib Mahfouz

#### Indonesien
- Nurcholish Madjid (1939-2005), indonesisk teolog
- Abdurrahman Wahid (1940-2009), president
- Jaringan Islam Liberal(en) (JIL) eller Liberal Islam Network, organisation grundad 2001[70]

#### Iran
- Mohammad Reza Pahlavi, den siste shahen av Iran
- Abdolkarim Soroush, född 1945 i Iran
- Shirin Ebadi,  född 1947, iransk domare och människorättsaktivist.

#### Jordanien
- Ammanbudskapet om tolerans och enhet mellan traditionella muslimer, och avståndstagande från extremism, undertecknades 2008 av företrädare för alla stora muslimska inriktningar

#### Malaysia
- Anwar Ibrahim, tidigare vice premiärminister[32]

#### Marocko
- Fatima Mernissi, muslimsk feminist

#### Ryssland
- Ittifaq al-Muslimin(en)

#### Saudiarabien
- Raif Badawi fängslades och har fått piskstraff för sin blogg "the Saudi Free Liberals Forum", där han skrev att koranen ger stöd för liberalism och att religion bara är en andlig relation med Skaparen, men att islam har förvanskats av saudisk politik som sprider auktoritära och anti-liberala ideal.[71]

#### Sudan
- Mahmoud Mohammed Taha, ingenjör och religiös filosof, avrättad 1985 för apostasi[3]

#### Turkiet
Diyanet, Turkiets huvudmyndighet för islam skrev att reglerna hos den liberala Ibn-Rushd-Goethe-Moschee i Berlin stred emot 14 århundraden av islams grundläggande religiösa principer.
- Inom den turkiska Alevismen dyrkar kvinnor tillsammans med män, kvinnorna är fria att klä sig i moderna kläder, Alevi-kvinnor uppmuntras att få den bästa utbildning de kan, och är fria att gå in i yrkesarbete.[72]
- Jadid i Turkiet (Jadid)
- Författaren Mustafa Akyol(en) skrev 2011 boken "Islam without Extremes: A Muslim Case for Liberty".[73][74]